# كليم إف. كيمبل
كليم إف. كيمبل هو محامي وسياسي أمريكي، ولد في 11 أغسطس 1868، وتوفي في 10 سبتمبر 1928. نشط حزبياً في الحزب الجمهوري. وقد انتخب عضو مجلس ولاية آيوا ‏.